# Symeon von Durham
Symeon von Durham (latinisiert Simeon Dunelmensis; * um 1060; † 1130) war ein englischer Chronist.

## Leben
Bis 1083 lebte Symeon im Kloster von Jarrow, danach zog die Gemeinschaft nach Durham, wo er seine Berufung fand. Er war der Autor zweier historischer Werke, die speziell für die Geschichtsforschung über Nordengland große Bedeutung haben. Einerseits verfasste er zwischen 1104 und 1108 die Historia ecclesiae Dunelmensis, die bis 1096 reicht. Das Manuskript wird noch immer in der Bibliothek von Bischof John Cosin in Durham aufbewahrt. Es ist in vier Bücher unterteilt, die wiederum in einzelne Kapitel gegliedert sind. Das Gesamtwerk ist chronologisch aufgebaut. Es gibt zwei Fortsetzungen dazu, die beide anonym verfasst wurden. Die erste führt von 1096 bis zum Tode von Ranulf Flambard (1129). Die zweite deckt die Zeit von 1133 bis 1144 ab. In einem Manuskript aus Cambridge gibt es noch eine weitere Fortsetzung, die die Jahre 1145 bis 1154 behandelt.
Um 1129 begann Symeon mit der Niederlegung der Historia regum Anglorum et Dacorum. Sie beginnt dort, wo die Historia ecclesiastica gentis Anglorum (Kirchengeschichte des englischen Volkes) von Beda Venerabilis endet. Bei seinen Ausführungen bis 957 kopierte Symeon einige alte Annalen aus Durham, deren Vorlagen inzwischen untergegangen sind – sie sind ebenfalls für die Geschichte Nordenglands von Bedeutung. Von hier aus bis 1119 kopiert er, mit einigen Anpassungen, Johannes von Worcester. Der Teil, der die Jahre 1119 bis 1129 abdeckt, entspricht eher einer laufenden Erzählung aktueller Ereignisse.
Auch andere Schriften wurden Symeon immer wieder zugerechnet. Diese Zuordnungen sind allerdings fraglich und nicht mit absoluter Gewissheit auf ihn zurückzuführen. Diese Schriften wurden, gemeinsam mit den erwähnten Werken, als Scriptores decem von Roger Twysden (1652) gedruckt. Die vollständigste neuzeitliche Ausgabe ist die von Thomas Arnold.
Der Wert der für die Historia regum dienenden Northumbrian Annals wurde von John Hodgon-Hinde im Vorwort zu seinem Symeonis Dunelmensis opera (Vol. I. S. XIV ff. (1868)) in Zweifel gezogen (ebenso Reinhold Pauli in Forschungen zur deutschen Geschichte, XII. S. 137ff. (Göttingen, 1872)).

## Werkausgaben
- Simeon von Durham. Opera Omnia hrsg. von Thomas Arnold, 2 Bände, London 1882–1885.
- Libellus de exordio atque procursu istius, hoc est Dunhelmensis, ecclesie = Tract on the origins and progress of this the Church of Durham, hrsg. von  David W. Rollason, Oxford 2000.